# Uadżet
| M13 | M17 | M17 | X1 | I12 |

| M13 | M17 | M17 | X1 | I12 |

Uadżet lub Uadżyt (polskie), Wadjet (angielskie), staroegip. - W3ḏyt, egip. - Uto-Uadżet, Uadżet, Uadżit; gr. Uto, Buto, Edżo, Udżo; łac. Uraeus, stąd forma ureusz. Bogini staroegipska czczona w Dolnym Egipcie. Przedstawiana była w postaci kobry-Ureusza. Jej imię wywodziło się od koloru papirusu (rośliny-symbolu Dolnego Egiptu), a oznaczało dosł. [Ta] zielona.
Była boginią VI nomu dolnoegipskiego, a centralny ośrodek jej kultu znajdował się w Buto. W okresie predynastycznym, stała się opiekunką całego Dolnego Egiptu. Po zjednoczeniu obu krajów (Górnego i Dolnego Egiptu) stała się - obok Nechbet - boginią występującą na podwójnej koronie władców Egiptu (pschent). Miała tam postać atakującej kobry, co miało symbolizować opiekę boską nad faraonem – wierzono, że zapewnia mu potęgę i władzę. Dlatego jej wizerunki umieszczano na koronach królewskich i diademach. Wąż-Ureusz (wyobrażenie Uadżet z dyskiem słonecznym) stanowił ochronę władzy faraona nie tylko tej ziemskiej, ale również w zaświatach niebiańskich. Uadżet była również opiekunką rodzących kobiet.

## Oko Uadżet
| w | DA | A | t | wDAt |

| w | DA | A | t | wDAt |

| wDAt |

| wDAt |